# 巴庫米夫卡河 (內德拉河支流)
巴庫米夫卡河（羅馬化：Bakumivka）是烏克蘭北部的河流，屬於内德拉河的右支流。該河發源自盧基揚尼夫卡，流經基輔州的布羅瓦雷區，河道全長28.2公里。